# Municipio de Lawrence (Dakota del Sur)
El municipio de Lawrence (en inglés: Lawrence Township) es un municipio ubicado en el condado de Charles Mix en el estado estadounidense de Dakota del Sur. En el año 2010 tenía una población de 543 habitantes y una densidad poblacional de 6,11 personas por km².

## Geografía
El municipio de Lawrence se encuentra ubicado en las coordenadas 43°1′50″N 98°17′55″O / 43.03056, -98.29861. Según la Oficina del Censo de los Estados Unidos, el municipio tiene una superficie total de 88.83 km², de la cual 88,34 km² corresponden a tierra firme y (0,55 %) 0,49 km² es agua.

## Demografía
Según el censo de 2010, había 543 personas residiendo en el municipio de Lawrence. La densidad de población era de 6,11 hab./km². De los 543 habitantes, el municipio de Lawrence estaba compuesto por el 27,81 % blancos, el 69,61 % eran amerindios, el 0,18 % eran asiáticos, el 0,37 % eran de otras razas y el 2,03 % eran de una mezcla de razas. Del total de la población el 1,29 % eran hispanos o latinos de cualquier raza.